# Maborosi
Pour plus de détails, voir Fiche technique et Distribution.
Maborosi (幻の光, Maboroshi no Hikari) est un film japonais réalisé par Hirokazu Kore-eda. Il est sorti au Japon en 1995. C'est le premier film du réalisateur. 
Ce long-métrage de fiction est l'adaptation du roman Maboroshi no Hikari de Teru Miyamoto.

## Synopsis
Quand elle était petite, Yumiko n'avait pas réussi à empêcher sa grand-mère de partir, un soir la vieille femme s'est dirigé vers pont, pour ne jamais en revenir. La jeune femme qui se sentait responsable de sa disparition en a longtemps fait des cauchemars.
Yumiko (Makiko Esumi), encore hantée par ce souvenir et Ikuo (Tadanobu Asano) vivent ensemble près de la ville d'Osaka. Ikuo disparaît alors que leur fils, Yuichi, est seulement âgé de 3 mois. La police annonce à Yumiko que son mari a été écrasé par un train et qu'il s'agit probablement d'un suicide. Sa mère et la voisine l'aident à affronter le drame de cette perte. 
Quelques années plus tard, sa voisine et son propriétaire lui propose un mariage arrangé avec un homme. Tamio (Takashi Naito) vit seul avec sa fille qui alors légèrement plus âgée que le fils (Gohki Kashiyama) de Yumiko. Elle quitte Osaka pour le rejoindre et déménage dans le village côtier de Wajima, dans la péninsule de Noto.
Loin de ses souvenirs, elle semble retrouver petit à petit le moral. Cependant, lors d'un voyage à Osaka à l'occasion du mariage de son frère, elle retourne là où elle a vécu avec Ikuo. Comme elle ne comprend toujours pas les raisons du suicide de son premier mari, elle en parle à Tamio qui lui répond que tout comme son père, il a dû être saisi par la puissance des reflets lumineux du soleil sur la mer, maboroshi no hikari.

## Fiche technique
- Titre original : 幻の光, Maboroshi no Hikari
- Réalisation : Hirokazu Kore-eda
- Scénario : Yoshihisa Ogita d'après Teru Miyamoto
- Pays d'origine : Japon
- Format : Couleurs - 35 mm - 1,85:1 - Stéréo
- Genre : Drame
- Durée : 110 minutes
- Date de sortie : 1995
- Date de sortie en France : 17 novembre 1999[1]

## Distribution
- Makiko Esumi : Yumiko
- Takashi Naitō : Tamio
- Tadanobu Asano : Ikuo
- Gohki Kashiyama : Yuichi
- Naomi Watanabe : Tomoko
- Midori Kiuchi : Michiko
- Akira Emoto : Yoshihiro
- Mutsuko Sakura : Tomeno
- Hidekazu Akai : maître
- Hiromi Ichida : Hatsuko
- Minori Terada : inspecteur
- Ren Osugi : Hiroshi, père de Yumiko
- Kikuko Hashimoto : Kiyo, grand-mère de Yumiko
- Shuichi Harada : flic
- Takashi Inoue : chauffeur